# Jurinella maculata
Jurinella maculata là một loài ruồi trong họ Tachinidae.